# Túmulo de Ezequiel
O Túmulo de Ezequiel (em árabe: قبر حزقيال, em hebraico:  קבר יחזקאל הנביא) está localizado na Al Kifl, Iraque, é considerado por Judeus e Muçulmanos para ser o túmulo do profeta bíblico Ezequiel. Hoje ele é uma parte do complexo da Mesquita Al-Nukhailah.

## Descrição
Nas paredes internas aparecem escrituras em hebraico numa cúpula com desenhos florais medievais Islâmicos.
A presença judia no Iraque era uma vez uma das maiores e mais proeminentes da comunidade Judaica no Oriente Médio. Até meados do século XX, mais de 5.000 Judeus costumavam vir para o túmulo de Bagdá e outras cidades importantes durante a Páscoa. Os muçulmanos acreditam que este é o túmulo do profeta Islâmico Dhul-Kifl, que é muitas vezes identificado como Ezequiel. O local era protegido sob o controle de Saddam Hussein.
Uma estrutura adicional, também identificada como um possível túmulo de Ezequiel pode ser encontrado em Dezful, no Irã.

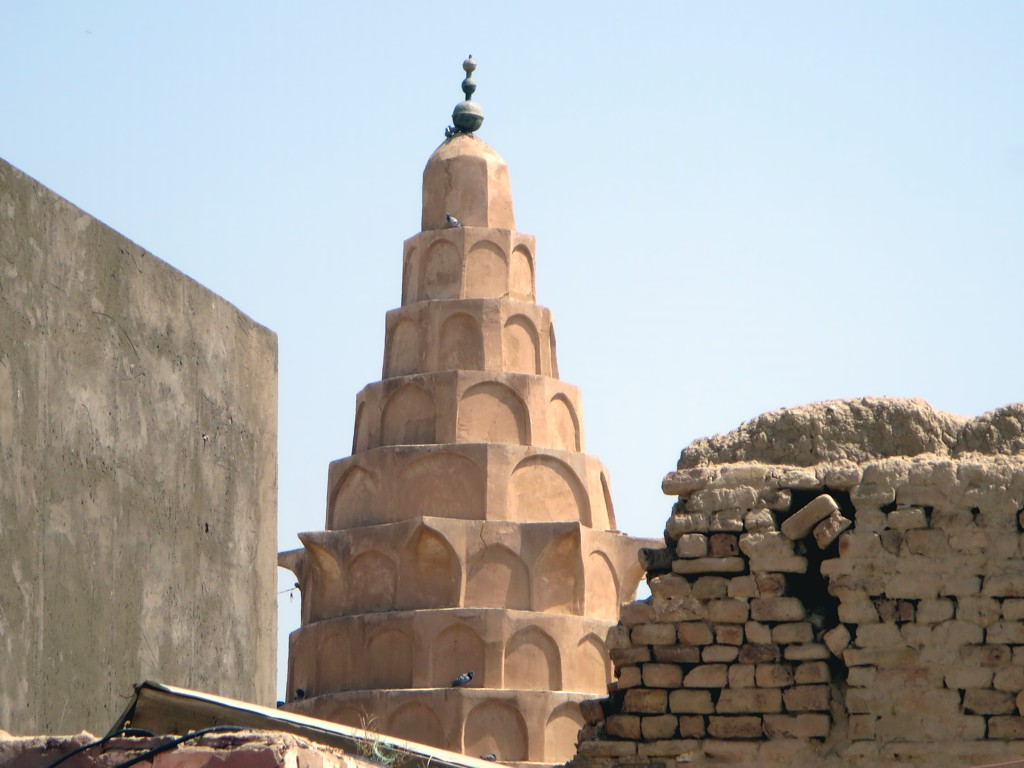
Santuário Dhu'l, em Dhu'l Kifl, parte do mesquita Al-Nukahilah